# Deiningen
Deiningen là một đô thị ở huyện Donau-Ries trong bang Bayern nước Đức. Đô thị Deiningen có diện tích 15,32 km².